# مارسيلو غازولا
مارسيلو غازولا (بالإيطالية: Marcello Gazzola)‏ (4 مارس 1985 ببورجو فال دي تارو في إيطاليا - ) هو لاعب كرة قدم إيطالي في مركز الدفاع. لعب مع نادي أسكولي ونادي أفيلينو ونادي بارما ونادي ساسولو ونادي فينيزيا ونادي كاتانيا وايه إس دي سامبينديتيس كالتشيو ‏ وسسارة توريس ‏.

## روابط خارجية
- مارسيلو غازولا على موقع قاعدة بيانات كرة القدم.إي يو (الإنجليزية)
- مارسيلو غازولا على موقع Soccerway.com (الإنجليزية)
- مارسيلو غازولا على موقع عالم كرة القدم.نت (الإنجليزية)
- مارسيلو غازولا على موقع AS.com (الإسبانية)